# Owen Franks
Owen Thomas Franks (Motueka, 23 dicembre 1987) è un rugbista a 15 neozelandese, pilone dello Stade Toulousain nel Campionato francese di rugby a 15, nonché campione del mondo 2011 e nel 2015  con gli All Blacks.

## Biografia
Fratello di Ben Franks, anch'egli internazionale per gli All Blacks, Owen Franks milita nel Canterbury dal 2007, anno in cui debuttò nel National Provincial Championship per tale squadra provinciale; dal 2009 fa anche parte della relativa franchise di Canterbury in Super Rugby, i Crusaders.
Esordiente negli All Blacks nel 2009, nel corso di un test match a Christchurch contro l'Italia, Owen Franks è divenuto titolare fisso; nella vittoriosa Coppa del Mondo di rugby 2011, in cui disputò tutti gli incontri in cui la Nuova Zelanda fu impegnata, fu definito Quiet assassin ("assassino silenzioso") in occasione della semifinale contro l'Australia, in cui, con 40 placcaggi, spezzò tutte le trame di gioco degli Wallabies.
Come suo fratello Ben, nel 2015 si è laureato campione del mondo con gli All Blacks per la seconda volta consecutiva.

## Palmarès
- Coppe del mondo: 2
Nuova Zelanda: 2011, 2015
- Super Rugby: 3
Crusaders: 2017, 2018, 2019
- National Provincial Championship: 3
Canterbury: 2008, 2009, 2010